# 阮福渶
阮福渶（越南语：／；1601年後—1635年），廣南阮主第二代領袖阮福源的第三子。
阮福渶生母無考，初授掌奇。德隆三年（1631年）兄長尊室淇逝世，他鎮守廣南。文王阮福源擔心阮福渶在廣南為所欲為，就命文職（某氏）範監視與記錄其行為。次兄阮福瀾（後來的昭王）與（某氏）範素有來往，他臨行前向阮福瀾表示：「我在那裡，您可以高枕無憂了。」（「範在此，明公高枕無慮矣。」）因此，阮福瀾一直得知阮福渶的行動。
阮福渶在廣南預謀奪世子位，也預備串通鄭主。他命文職（某氏）理明誣陷廣平鎮守尊室俊侵吞百姓財產，希望找阮福渶取代尊室俊鎮廣平。阮福源最初聽信（某氏）理明罷去尊室俊，召阮福渶到任，但他卻出遊多個月不歸鎮令文王大怒，命阮以喬代鎮。
阮福渶回廣南後得知阮以喬代鎮廣平後十分失望，遣密使詢問（某氏）理明。（某氏）理明回覆阮以喬為人懦弱，若果鄭軍攻到他一定逃走。阮福渶大喜，命人納款給鄭主令其出兵；但鄭主出兵到廣平後放砲通知阮福渶，阮福渶卻沒派人迎接。鄭兵懷疑有變，立刻退兵。
陽和元年（1635年）冬天，阮福瀾即位，阮福渶立刻叛變。尊室溪進言指阮福渶「不孝不忠」、「豈可隱忍以傷大義」，並立刻出兵拘捕阮福渶。阮福瀾不忍心殺死阮福渶，惟尊室溪及各將領都認為要依法處置，就處死了他。